# Espinelves
Espinelves ist ein Ort in der Comarca Osona in der Provinz Girona der Autonomen Gemeinschaft Katalonien im Nordosten des Königreichs Spanien.

## Geografie
Espinelves liegt in 752 Metern Höhe in einer waldreichen Gegend. Die seit den 1930er Jahren stetig abnehmende Einwohnerzahl betrug 2011 201. Die Ortschaft ist über die Provinzstraße GI-543 mit Abúcies im Südosten und der Universitätsstadt Vic im Westen verbunden.

## Tourismus und Wirtschaft
Touristisch ist für Espinelves die romanische Kirche Sant Vincenç d’Espinelves mit einem Fresko, das das Martyrium des Heiligen Thomas zeigt, von Bedeutung. Die Pfarrkirche stammt aus dem 11. und 12. Jahrhundert nach Christi Geburt. Die Gemeinde ist Ausgangspunkt für Wanderungen in die waldreiche Gebirgslandschaft der Umgebung.
Waldwirtschaft ist als Haupterwerbszweig in Espinelves wichtig. Es wird hauptsächlich der lokale Nadelbaum Abies masjoanensis als Weihnachtsbaum geschlagen.